# Helguera (Molledo)
Helguera es una localidad del municipio de Molledo (Cantabria, España), que dista 1,2 kilómetros de la capital municipal, Molledo.
Helguera se encuentra a 218 m s. n. m. Su población es de 114 habitantes (INE, 2024). A veces se ha escrito como Elguera o Helguera de Iguña, pues Molledo es uno de los municipios del valle de Iguña, y Helguera queda en el centro de este valle. El terreno de Helguera está bañado por el río Besaya. Hubo en el pasado un molino y una ferrería. 
En el pasado tuvo una disputa con Santa Cruz de Iguña y Santa Marina de Silió (pueblos aledaños), a causa del monte Cueto que hoy en día pertenece a esta pedanía del municipio de Molledo.
Como dato adicional, el nombre de este pueblo (Helguera) proviene del sustantivo "helecho" "helechal", debido a que es un lugar con abundancia de esta planta, cabe resaltar que por la pedanía transcurren 2 ríos y 1 arroyo o regato que son el Besaya, el Erecia (ríos) y el Bojariza (regato), en adición, la pequeña localidad cuenta con tres calles, la principal (CA-711) que surca el pueblo desde la N-611 hasta el monte Decia y 2 calles que nacen de esta y terminan de conectar todo el pueblo, La Jaza ("La Haza") y La Escuela.
En adición, el nombre de la calle La Jaza proviene de la palabra "haza" que con el tiempo y debido a la influencia del dialecto cántabro o montañes ha evolucionado hasta llamarse "jaza"

## Patrimonio
De su arquitectura destaca la iglesia parroquial de Santa Leocadia, de estilo mozárabe, que data del siglo X. Se conservan de aquella época el ábside rectangular con bóveda de cañón y modillones en forma de rollo, así como canecillos. En el interior tiene un retablo del siglo XVIII. En esta localidad se ha descubierto una necrópolis altomedieval, con tumbas de lajas.

## Festivales
En el mes de julio se celebra en Helguera «El Carmucu», un festival de música folclórica, con actividades relacionadas con el deporte rural.